# Inopicoccus setariae
Inopicoccus setariae är en insektsart som beskrevs av Danzig 1971. Inopicoccus setariae ingår i släktet Inopicoccus och familjen ullsköldlöss. Inga underarter finns listade i Catalogue of Life.